# C-3PO
C-3PO (cee - three pee o, [siː - θɹiːpiːoʊ]) George Lucas Csillagok háborúja című mozifilm-sorozatának, valamint sok más erre épülő alkotásnak android szereplője. A sorozat két droid-főszereplőjének egyike, ő a sok nyelven beszélő robot.

## Adatok
- Azonosító: C-3PO
- Széria: 3PO
- Funkció: Protokolldroid
- Kialakítás:
  - Humanoid testalkat
  - Emberszerű fej, (a Baljós árnyakban kilátszanak az áramkörei, Klónok háborújában pedig ezüst színű) standard sárga színű fotoreceptorokkal
  - Magasság: 1,7 méter
  - Mozgás: Szervomotoros végtagok
- Egyéb jellemzők: Két vizuális és két audio érzékelő, emberi hatósugárral. Beépített szótár. Nagy hullámhosszon működő vevőantenna. AA-1 VerboAgy. TranLang III. kommunikációs modul, több mint hétmillió nyelv, kommunikációs forma és kultúra ismerete. Bármely valaha hallott vagy beprogramozott zaj rögzítése és utánzása, ennek köszönhetően gyakorlatilag bármely hangokból és/vagy humanoid testmozgásból álló nyelvet meg tud tanulni. C-3PO, saját becslése szerint több millió közlési formát ismer anyanyelvi szinten.
- Megjegyzés: A Cybot Galactica 3PO sorozat a népszerű protokollrobotok legsikeresebb szériája. Alakja humanoid és általában szolgálatkész, ügybuzgó személyiséget programoznak bele. A 3PO széria harmadik fokozatú droidtípus, azaz meglehetősen intelligens; noha kreativitása és önállósága korlátozott (ez nem azt jelenti, hogy teljesen hiányzik, de a legtöbb szituációban nem éri el egy felnőtt átlagember szintjét); képes viszont alapvető, egyszerű érzelmi megnyilvánulásokra (aggodalom, félelem, szimpátia stb.). Anakin Skywalker további módosításokat eszközölt a személyiségmátrixán, ennek eredményeképp C-3PO feladatának érzi az emberi viselkedés és bizonyos bonyolultabb érzelmek hű szimulációját is. Ezt a robottípust protokolláris feladatokra és tolmácsmunkára használják, s gyakran van diplomaták és gazdag kereskedők tulajdonában.
- Hovatartozás: (Ismeretlen eredet) – Skywalker / Lars család – Felkelők Szövetsége – Új Köztársaság
  - Ismert tulajdonosok (időrendben):
    - Anakin Skywalker
    - Shmi Skywalker
    - Cliegg Lars
    - Anakin Skywalker (másodszor)
    - Raymus Antilles
    - Jawa kollektíva
    - Owen Lars
    - Luke Skywalker
    - Jabba
    - Luke Skywalker (másodszor)

  - Állandó munkatárs: R2-D2
- Gyártó: Cybot Galactica

## Története a filmek alapján, megjelenései
Először a Csillagok háborúja I: Baljós árnyak című epizódban tűnik fel, amikor a még csak 9 éves Anakin Skywalker újból összerakja a Tatuin bolygón. Ekkor ismerkedik meg későbbi társával, R2-D2-val is.
A Csillagok háborúja II: A klónok támadása című részben akkor látjuk ismét, amikor Anakin és Padmé Amidala ellátogatnak Tatuinra. Később magukkal viszik a Geonosis bolygóra, ahol a harcokban egy szerencsétlenség folytán feje elszakad a törzsétől, ám barátja, Artoo (R2-D2) segítségével feje visszakerül a testére. Ő és R2-D2 az egyedüli tanúi Anakin és Padmé esküvőjének.
A Csillagok háborúja III: A Sith-ek bosszúja című epizódban C-3PO Padmé lakásán él, és mikor a lány tudomást szerez Anakin átállásáról, és utána akar menni, C-3PO repül el vele a Mustafarra. Miután Anakin súlyosan megsebesíti a lányt, ő és R2-D2 cipelik fel testét a hajóra. Biztonsági okokból, hogy el ne kotyoghassa a történteket, C-3PO memóriáját törlik. Ezt követően ő és R2-D2 az Alderaan bolygóra mennek, ahol Antilles kapitány birtokába kerülnek.
A Csillagok háborúja IV: Egy új remény című részben C-3PO és R2-D2 a Tatuin bolygóra mennek egy mentőkabinnal, mivel Leia hercegnő fontos küldetéssel bízza meg R2-D2-t. Egy véletlen folytán Luke Skywalker tulajdonába kerülnek, majd amikor véletlenül sikerül előhívni a Leia hercegnő által betáplált holografikus segélykérést, megkeresik Obi-Wan Kenobit, és kiszabadítják Leia Organa hercegnőt.
A Csillagok háborúja V: A Birodalom visszavág című részben C-3PO Han Solóval, Leia hercegnővel és Csubakkával együtt elmenekülnek a lázadók titkos bázisáról, majd egy rövid út után Felhővárosba indulnak, ahol Han barátja él. Itt C-3PO-t ízekre szedik, ám Csubakka összeszedi az alkatrészeit, és elkezdi összerakni, a folyamatot R2-D2 fejezi be.
A Csillagok háborúja VI: A jedi visszatér című részben C-3PO és R2-D2 elviszik Luke üzenetét Jabbának, és mivel Luke felajánlja neki robotjai szolgálatait, kénytelenek nála maradni. C-3PO itt tolmácsolási feladatokat lát el. Miután kiszabadítják Hant, az Endor bolygóra megy gazdáival, ahol összeismerkedik az ewokokkal, akik istenként tisztelik, és lesik minden parancsát.
Érdekesség, hogy a két "hű jóbarát", C-3PO és R2-D2 a Skywalker Saga mind a kilenc epizódjában szerepelt, emellett egy antológia filmben, a Zsivány Egyesben is, de az Obi-Wan Kenobi sorozatban is feltűnt. Továbbá egymagában tűnt fel az Ahsoka sorozatban.

## A színész
A figura "bőrébe" Anthony Daniels bújt bele és ő is kölcsönözte neki a hangját. (Eleinte a színész nem akarta elvállalni a szerepet, de aztán elfogadta a felkérést. C-3PO megtestesítője bevallotta, hogy a történet egészét valójában mind a hat rész leforgatása után értette meg csak igazán.)